# Physcomitrium repandum
Physcomitrium repandum là một loài Rêu trong họ Funariaceae. Loài này được (Griff.) Mitt. mô tả khoa học đầu tiên năm 1859.